# Kaszre-Sirin megye

Kermánsáh tartomány megyéinek elhelyezkedése

Kaszre-Sirin megye (perzsául: شهرستان قصر شیرین) Irán Kermánsáh tartománynak egyik nyugati megyéje az ország nyugati részén. Északkeleten Szarpol-e Zaháb megye, keleten Gilánegarb megye, délen Ilám tartományban fekvő Ilám megye és Ejván megye, délnyugatról, nyugatról az Irakban fekvő Szulejmánijja kormányzóság határolják. Székhelye a 15 000 fős Kaszre-Sirin városa. Második legnagyobb városa a 180 fős Szumár. A megye lakossága 25 000 fő. A megye két további kerületre oszlik: Központi kerület és Szumár kerület.

## Fordítás
- Ez a szócikk részben vagy egészben  a   Qasr-e Shirin County című angol Wikipédia-szócikk ezen változatának fordításán alapul.  Az eredeti cikk szerkesztőit annak laptörténete sorolja fel. Ez a jelzés csupán a megfogalmazás eredetét és a szerzői jogokat jelzi, nem szolgál a cikkben szereplő információk forrásmegjelöléseként.